# 道の駅つるた
道の駅つるた（みちのえき つるた）は、青森県北津軽郡鶴田町にある国道339号の道の駅である。通称鶴の里あるじゃ。

## 概要
- 冬季を除き不定期で朝市を開催している。
- 物産販売所で販売している『ビックリ』シリーズは、当道の駅の名物となり、テレビ番組等で取り上げられる事もある。

## 歴史
- 2001年（平成13年）6月 - 開駅。
- 2006年（平成18年）3月22日 - 開駅5周年を記念し、「大豆・米加工施設」オープン。
- 2017年（平成29年）11月6日 - この日から2018年（平成30年）4月13日まで、「大豆・米加工施設」増築工事のため、休業[2]
- 2018年（平成30年）
  - 4月7日 - この日から13日まで、店内改装工事のため、全館休館[3]。
  - 4月14日 - 9時、リニューアルオープン[4]。

## 施設・設備

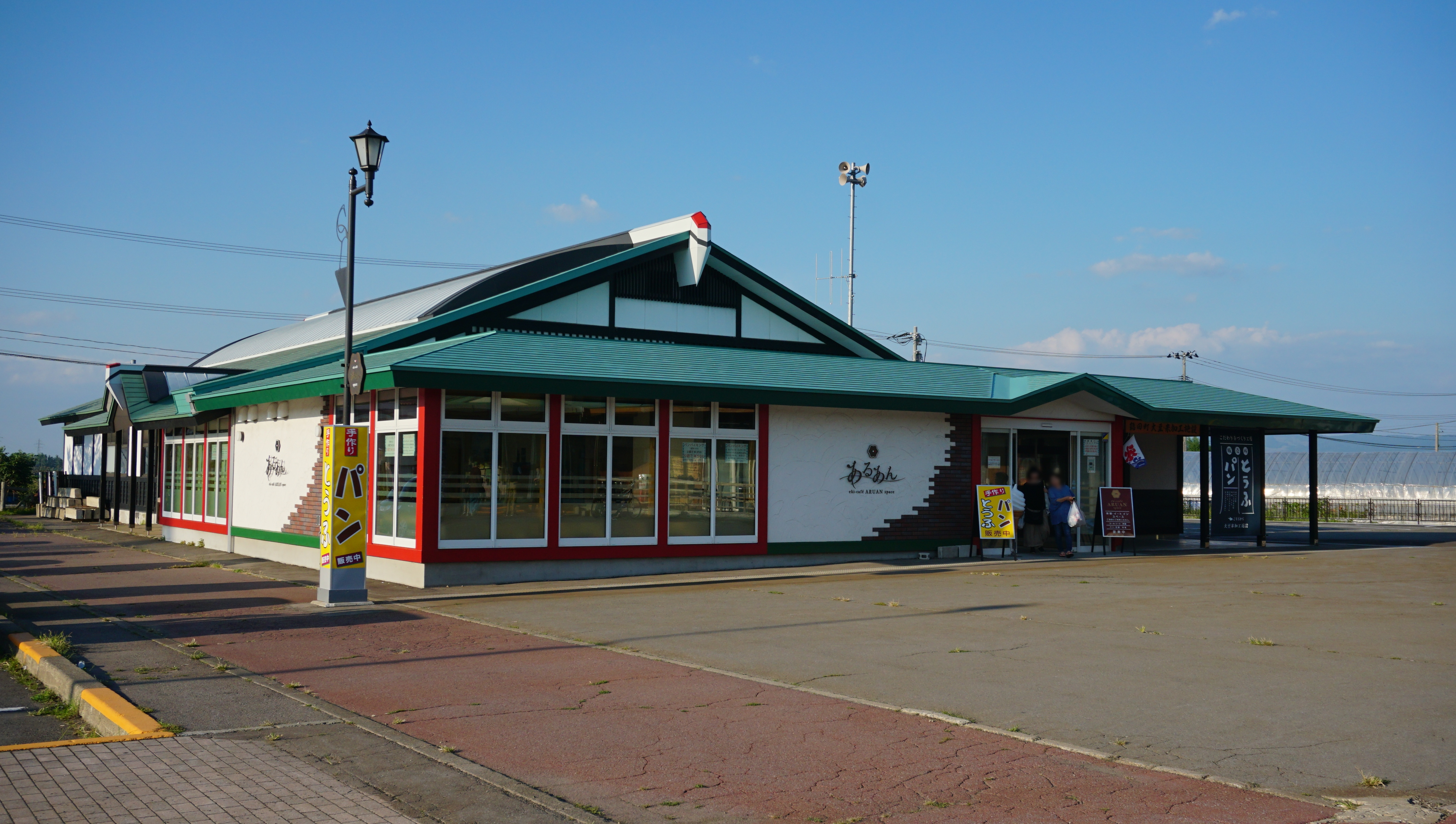
駅カフェ「あるあん」

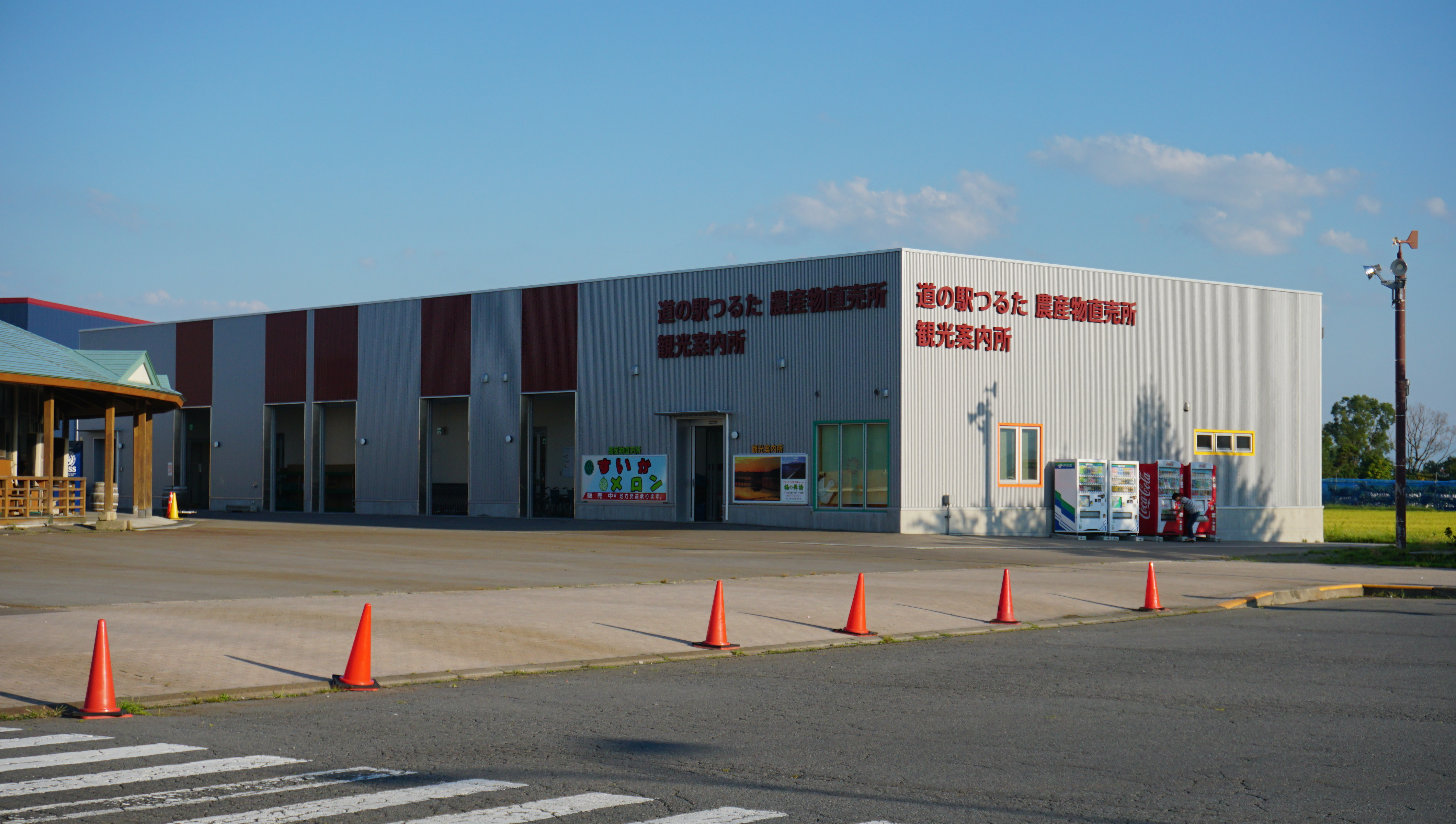
農産物直売所・観光案内所

- 駐車場
  - 小型 80台
  - 大型 10台
  - 身障者用 4台
- トイレ
  - 男：大 5器（2器）、小 8器（4器）
  - 女：11器（6器）
  - 身障者用：2器（1器）

※（）は、24時間利用可能
- 公衆電話：2台
- 公衆FAX：1台
- 農産物販売室
- 物産販売所
- レストラン幡龍
- 駅スタンプ
- 自動販売機

## 営業時間
- レストラン幡龍 - 夏季・10時から20時、冬季・10時から18時
- 農産物販売室 - 夏季・8時から18時、冬季・8時から16時
- 物産販売所・売店 - 夏季・9時から19時、冬季・9時から18時
- 自動販売機・屋外トイレ - 24時間営業
  - 夏季はおおよそ「4月 - 10月」で、冬季は「11月 - 3月」を指す。2008年度の「冬季」は、10月1日から2009年（平成21年）4月15日までであった。

## 休館日
- 1月1日
- 9月第1火曜日（施設の設備点検作業実施日）

## アクセス
- 国道339号バイパス - 登録路線
- 青森県道249号鶴泊停車場胡桃館線
- JR五能線 鶴泊駅 - 約400 m

## 周辺施設
- JAつがるにしきたふれっしゅセンター